# 수원지방검찰청
수원지방검찰청(水原地方檢察廳)은 수원지방법원에 대응하여 항소사건에 대한 소송 유지 및 항고사건 처리와 행정소송을 비롯해 국가를 당사자로 하는 소송사건을 수행하고 진행을 돕기 위하여 설립된 대한민국 검찰청 수원고등검찰청 소속기관으로 수원지방검찰청 검사장은 차관급 예우를 받는다. 경기도 수원시 영통구 법조로91에 위치하고 있다.

## 연혁
- 1909년 4월 9일 경성재판소 수원구재판소 검사국으로 편성
- 1912년 3월 2일 경성지방법원 수원지청 검사분국으로 개편
- 1948년 8월 2일 서울지방검찰청 수원지청 설치
- 1957년 7월 31일 수원시 남창동 청사 신축
- 1972년 9월 1일 수원시 신풍동 청사 이전
- 1979년 9월 1일 수원지방검찰청으로 승격
  - 사무국, 수사과 신설
  - 인천지청, 여주지청을 관할로 둠
- 1982년 9월 1일 성남지청 개청
- 1983년 7월 22일 인천지청이 인천지방검찰청으로 승격
- 1984년 12월 1일 수원구 원천동으로 청사 이전
- 1984년 4월 3일 형사 제1,2부 및 특별수사부 신설
- 1986년 10월 11일 특별수사부에 공안과 신설
- 1989년 8월 26일 공안부 신설
- 1990년 5월 7일 강력부, 강력과 신설
- 1990년 10월 29일 형사 제3부 신설
- 1991년 8월 1일 조사과 신설
- 1992년 8월 31일 조사부 신설
- 1992년 10월 31일 청사 증축
- 1994년 2월 7일 공판부 신설
- 1995년 9월 22일 공판부를 공판송무부로 개칭
- 1996년 9월 1일 평택지청 개청
- 1996년 12월 31일 서무과를 총무과로 개칭
- 1997년 2월 24일 제2차장검사 신설
- 1998년 2월 28일 공판송무과 신설
- 1998년 5월 11일 별관 증축
- 1998년 8월 10일 형사 제4부 신설
- 2001년 6월 14일 형사 제5,6부 신설
- 2002년 8월 26일 형사 제6부 폐지
- 2002년 9월 1일 안산지청 개청
- 2004년 2월 1일 형사 제5부 조사부, 공안과 강력과 폐지, 강력부를 마약조직범죄수사부로 개칭
- 2009년 1월 30일 약식전문부 신설
- 2009년 3월 1일 안양지청 개청
- 2009년 8월 31일 약식전문부 폐지
- 2015년 2월 25일 중요경제범죄조사단 신설
- 2019년 3월 1일 수원고등검찰청 소속으로 변경

## 조직

### 지방검찰청장

#### 제1차장 검사

##### 형사 제1부
- 조사과

#### 여성아동범죄조사부

##### 공판부
- 공판과

#### 제2차장 검사

##### 특별수사부
- 수사과

#### 산업기술범죄수사부

##### 사무국
- 수사과
- 총무과
- 사건과
- 집행과

## 역대 검사장
- 제1대 김태현 1979년 9월 1일 ~ 1980년 6월 8일
- 제2대 오희택 1980년 6월 9일 ~ 1980년 7월 8일
- 제3대 문상익 1980년 7월 28일 ~ 1981년 4월 24일
- 제4대 이명희 1981년 4월 25일 ~ 1981년 12월 16일
- 제5대 이중근 1981년 12월 17일 ~ 1983년 7월 31일
- 제6대 김종건 1983년 8월 1일 ~ 1985년 3월 4일
- 제7대 허은도 1985년 3월 5일 ~ 1986년 5월 1일
- 제8대 이병근 1986년 5월 2일 1987년 6월 5일
- 제9대 조성욱 1987년 6월 6일 ~ 1989년 3월 28일
- 제10대 김도언 1989년 3월 29일 ~ 1990년 3월 26일
- 제11대 변재일 1990년 3월 27일 ~ 1992년 7월 28일
- 제12대 김현철 1992년 7월 29일 ~ 1993년 3월 16일
- 제13대 서익원 1993년 3월 17일 ~ 1993년 9월 20일
- 제14대 김정길 1993년 9월 21일 ~ 1994년 9월 15일
- 제15대 심상명 1994년 9월 16일 ~ 1995년 9월 19일
- 제16대 공영규 1995년 9월 20일 ~ 1997년 1월 22일
- 제17대 박인수 1997년 1월 23일 ~ 1997년 8월 11일
- 제18대 유재성 1997년 8월 14일 ~ 1998년 3월 22일
- 제19대 이재신 1998년 3월 23일 ~ 1999년 6월 8일
- 제20대 김승규 1999년 6월 9일 ~ 2000년 7월 14일
- 제21대 정충수 2000년 7월 15일 ~ 2002년 2월 7일
- 제22대 김규섭 2002년 2월 8일 ~ 2003년 3월 12일
- 제23대 윤종남 2003년 3월 13일 ~ 2004년 5월 31일
- 제24대 김재기 2004년 6월 1일 ~ 2005년 4월 4일
- 제25대 이기배 2005년 4월 8일 ~ 2006년 1월 31일
- 제26대 문영호 2006년 2월 6일 ~2007년 2월 27일
- 제27대 이동기 2007년 2월 28일 ~ 2008년 3월 10일
- 제28대 천성관 2008년 3월 11일 ~ 2009년 1월 18일
- 제29대 차동민 2009년 1월 19일 ~ 2009년 7월 19일
- 제30대 박영렬 2009년 8월 12일 ~ 2010년 7월 14일
- 제31대 김영한 2010년 7월 15일 ~ 2011년 8월 19일
- 제32대 한명관 2011년 8월 22일 ~ 2012년 7월 17일
- 제33대 김수남 2012년 7월 18일 ~ 2013년 12월 23일
- 제34대 신경식 2013년 12월 24일 ~ 2015년 2월 10일
- 제35대 강찬우 2015년 2월 11일 ~ 2015년 12월 23일
- 제36대 신유철 2015년 12월 24일 ~ 2017년 7월 31일
- 제37대 한찬식 2017년 8월 1일 ~ 2018년 6월 21일
- 제38대 차경환 2018년 6월 22일 ~ 2019년 7월 30일
- 제39대 윤대진 2019년 7월 31일 ~ 2020년 1월 12일
- 제40대 조재연 2020년 1월 13일 ~ 2020년 8월 10일
- 제41대 문홍성 2020년 8월 11일 ~ 2021년 6월 10일
- 제42대 신성식 2021년 6월 11일 ~ 2022년 5월 22일
- 제43대 홍승욱 2022년 5월 23일 ~ 2023년 9월 6일
- 제44대 신봉수 2023년 9월 7일 ~ 2024년 5월 13일
- 제45대 김유철 2024년 5월 13일 ~ 2025년 7월 29일
- 제46대 박재억 2025년 7월 29일 ~

## 관할구역
- 본청
  - 수원시, 오산시, 화성시, 용인시
- 성남지청
  - 성남시, 하남시, 광주시
- 여주지청
  - 여주시, 이천시, 양평군
- 평택지청
  - 평택시, 안성시
- 안산지청
  - 안산시, 광명시, 시흥시
- 안양지청
  - 안양시, 군포시, 의왕시, 과천시

## 소속기관

### 성남지청
- 주소: 경기도 성남시 수정구 산성대로 451(단대동)
- 우편번호: 13143

### 여주지청
- 주소: 경기도 여주시 현암로 21-11 (현암동)
- 우편번호: 12638

### 평택지청
- 주소: 경기도 평택시 평남로 1036 (동삭동)
- 우편번호: 17848

### 안산지청
- 주소: 경기도 안산시 단원구 광덕서로 73 (고잔동)
- 우편번호: 15472

### 안양지청
- 주소: 경기도 안양시 동안구 관평로212번길 52 (관양동)
- 우편번호: 14054